# Vliegbasis Dresba
Vliegbasis Dresba (Russisch: Дресба), ook Michalkino (Михалкино) of Kroetaja (Крутая) was een vooruitgeschoven vliegveld van het Arctisch commando van de Sovjet-Unie, gericht op een mogelijke atoomaanval op de Verenigde Staten met strategische bommenwerpers (de tegenhanger van het Amerikaanse Project Dropshot), zoals de Tu-95 en de Tu-22. Het is mogelijk vernoemd naar de nabijgelegen Kaap Kroetaja Dresba en bevond zich aan oostzijde van de Kolyma, op ongeveer 6 kilometer ten zuidzuidoosten van het gehucht Michalkino en op ongeveer 343 kilometer ten westen van Pevek.
De vliegbasis werd aangelegd in 1961 door troepen van legeronderdeel nr. 15421, maar werd eind jaren 1960 – mogelijk onvoltooid – alweer gesloten toen de Sovjet-Unie overstapte van strategische bommenwerpers naar intercontinentale raketten. Bij het vliegveld was een afdeling van de Vojska PVO actief om het te beschermen tegen mogelijke Amerikaanse aanvallen.